# Жозеф Гіймо
Жозеф Гіймо  (фр. Joseph Guillemot, 1 жовтня 1899 — 9 березня 1975) — французький легкоатлет, олімпійський чемпіон.

## Виступи на Олімпіадах
| Олімпіада      | Дисципліна           | Місце  |
| -------------- | -------------------- | ------ |
| Антверпен 1920 | біг на 5000 метрів   | 1      |
| Антверпен 1920 | біг на 10 000 метрів | 2      |
| Антверпен 1920 | крос, особисті       | участь |
| Антверпен 1920 | крос, командні       | 5      |